# Yuri van Gelder
Pour les articles homonymes, voir van Gelder.
Lambertus Yuri van Gelder (né le 20 avril 1983 à Waalwijk) est un gymnaste néerlandais. Il a été champion du monde aux anneaux en 2005.

## Palmarès

### Championnats du monde
- Melbourne 2005
  -  médaille d'or aux anneaux.

- Aarhus 2006
  -  médaille de bronze aux anneaux.

- Stuttgart 2007
  -  médaille d'argent aux anneaux.

### Championnats d'Europe
- Debrecen 2005
  -  médaille d'or aux anneaux.

- Lausanne 2008
  -  médaille d'or aux anneaux.

- Milan 2009
  -  médaille d'or aux anneaux.